# 中岛今朝吾

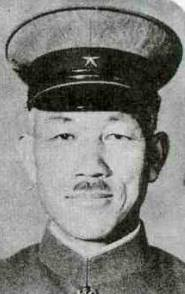
中島 今朝吾

中島今朝吾（日语：／ Nakajima Kesago，1881年6月15日—1945年10月28日）。日本大分縣人，日本陸軍中将。二次大戰期間曾任日本陸軍第16師團长、第4軍司令官。

## 略歷
1903年自日本陸軍士官學校15期畢業、1913年自日本陆军大学25期畢業，1918年7月到1923年5月任驻法国武官。1932年4月昇上陸軍少將・舞鶴要塞司令官。1933年8月任陸軍習志野學校校長、1936年3月昇陸軍中將、1937年8月被任命為日本陸軍第16師團師團長、1938年7月任第4軍司令官。是南京大屠杀的主要指挥者。日军于南京大屠杀的当月21日任命第16师团长中岛今朝吾中将为南京地区警备司令官。
中岛在驻扎南京期间，曾住在蒋介石的旧官邸，并偷盗了蒋介石的财产带往日本内地。后就任满洲的第4军司令官，偷盗事件被发觉，于是被编入了预备役。1945年10月28日，就在日本投降後兩個月，中島即因尿毒症及肝硬化死亡。

## 評論
由於中島今朝吾在南京的作戰日記中曾經記載：奉松井石根命令「處理戰俘」，因而成為遠東國際軍事法庭中，指控松井石根屠殺中國人的證據。